# Alexander Rankin Dunlop

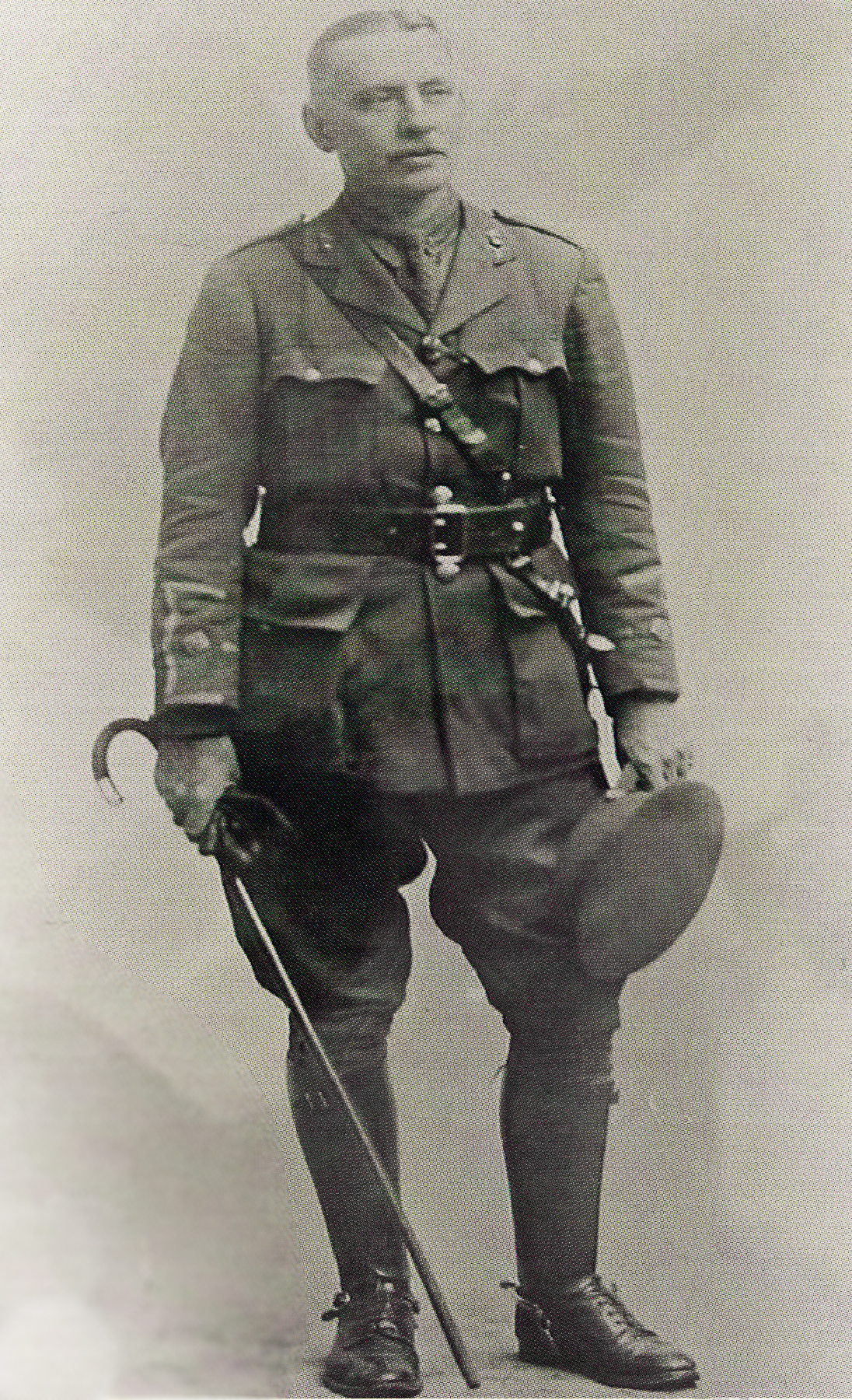
A. R. Dunlop

Alexander Rankin Dunlop (* 23. September 1868 in Pictou, Neuschottland, Kanada; † 8. August 1946 in Worthing, West Sussex) war ein britischer Verwaltungsbeamter. Er diente innerhalb der North Borneo Chartered Company und stieg zum Residenten auf.

## Leben
Der Schotte Alexander Rankin Dunlop wurde am 23. September 1868 als drittes von vier Kindern geboren. Sein Vater, Henry Dunlop, war 1864 mit seiner Frau Sarah Mackay von Glasgow nach Kanada ausgewandert. 1880 lebten die Dunlops in New York, wo Alexanders Vater Arbeit als Baumwollspinner gefunden hatte. Noch einmal zog die Familie um, diesmal nach Kalifornien, um dort als Farmer ihr Glück zu versuchen.
A. R. Dunlop trat 1885 als Verwaltungsbeamter in den Dienst der North Borneo Chartered Company.
Im November 1910 heiratete er Miss Myfanwy Davonport Shrubsole, mit der er eine Tochter, Hazel, hatte. 1914 war der Gesundheitszustand seiner Frau so schlecht, dass er den Dienst in der North Borneo Chartered Company quittierte und sich am 28. März von Sandakan aus nach Europa einschiffte.
Am 21. Juli 1927 kehrte Dunlop nach Borneo zurück. 1928 gründete er eine Gesellschaft zur Prospektion von Gold. Seine Versuche, im Dschungel Borneos fündig zu werden, blieben allerdings erfolglos.
Er starb am 8. August 1946 in Semperna Cissbury Road Ferring, Worthing, West Sussex.

## Berufliche Karriere
1885 trat er in den Dienst der Company ein und macht sich mit dem Land bekannt: Im Oktober 1886 begleitete er den Gouverneur W. H. Treacher auf einer Inspektionsreise in der West Coast Residency und nach Silam bei Lahad Datu.
Im Jahr 1888 verließ er die Company aus unbekannten Gründen, kehrte jedoch 1889 in die Position eines Verwaltungsbeamten 2. Klasse für die Siedlungsgebiete am Labuk und Sugut zurück und wurde damit in die Lage versetzt, wertvolle Kenntnisse über die dort ansässigen Stämme zu sammeln, zu denen auch Mat Salleh gehörte. In diese Zeit fällt auch seine Teilnahme an verschiedenen Expeditionen: Gunsayat (1889), Labut und Sugut (1890), Penungah nach Padas (1890) und Omadal (1892). Mehrere seiner Berichte über diese Expeditionen gehören zur linguistisch-anthrophologischen Quellenliteratur über die indigenen Gruppen Sabahs.
Als Assistant Resident-in-Charge of Penungah and the Interior traf er am 24. August 1891 in Sandakan ein. Da dies zeitlich mit dem Ende der Dienstzeit von William B. Pryer, dem Residenten der East Coast, zusammenfällt, war der Anlass wahrscheinlich die Verabschiedung von W. Pryer.
Die meiste Zeit zwischen 1892 und 1903 hatte Dunlop verschiedene Regierungsämter in oder in der Nähe von Tawau inne. Mit reiner Verwaltungstätigkeit hatte dies indes wenig zu tun, so nahm er zum Beispiel auch an verschiedenen Strafexpeditionen gegen die Aufständischen unter Mat Salleh in den Jahren 1896 und 1898 sowie gegen Kamunta im Jahr 1901 teil. Nach dem jährlichen Weihnachtsdinner der Company in London begleitete er Ende 1897 Cowie auf der Reise zurück nach Borneo. Es ist anzunehmen, dass er Cowie dabei auch nach Menggatal begleitete, um bei den Verhandlungen mit Mat Salleh zu assistieren. Zwei Jahre später befehligte er unter dem Kommando von C. H. Harrison den Angriff auf das Fort Mat Sallehs in Tabunan, bei dem Mat Salleh am 31. Dezember 1900 getötet wurde. Seine genauen und illustrierten Tagebuchaufzeichnungen über die Schlacht sind heute im Staatsarchiv von Sabah verwahrt.
Ende 1901 wurde Dunlop von der Ostküste abgezogen und zum Residenten der West Coast ernannt. Er repräsentierte damit zusammen mit seinen Kollegen aus den anderen divisions nach dem Gouverneur die zweithöchste Verwaltungsinstanz von Nord-Borneo und genoss nun einige Privilegien wie etwa die Reise zum jährlichen Weihnachtsdinner der Company in London, an dem am 8. Dezember 1903 teilnahm und die er mit einem längeren Heimaturlaub verbindet, von dem er am 1. April 1904 zurückkehrt.
Das von Dunlop zu verwaltende Gebiet wurde im Mai 1905 um die Verwaltung der Provinz Alcock erweitert. Die West Coast Residency war damit die größte und bedeutendste Residentur der Company und Dunlop der zweitmächtigste Beamte Nord Borneos.
Entsprechende Ausführungen in den Zeitungen der damaligen Zeit legen nahe, dass „der Dschungelmann“ Dunlop sich nicht nur hervorragend an die Besonderheiten eines Lebens im tropischen Dschungel anpassen konnte, sondern dass er auch den Respekt und die Wertschätzung der indigenen Stämme gewonnen hatte.

## Sonstiges
Die Dunlop Street, eine der beiden Hauptstraßen von Tawau, ist nach A. R. Dunlop benannt.